# Changthang Wildlife Sanctuary
Changthang Wildlife Sanctuary är ett viltreservat i Indien. Det ligger i unionsterritoriet Ladakh, i den norra delen av landet, 500 km norr om huvudstaden New Delhi.